# Муджур
Муджур (тур. Mucur) — город в провинции Кыршехир Турции. Его население составляет 19.255 человек (2009). Высота над уровнем моря — 1.100 м.